# Delcorf
Delcorf es una variedad cultivar de manzano (Malus domestica).
Criado en la década de 1960 por el viverista G. Delbard en Malicorne, Francia. Recibido por los National Fruit Trials en 1973. Las frutas son bastante crujientes, jugosas y muy dulces.

## Sinónimos
- "Delbarestivale",
- "Delba",
- "Delbarestivale",
- "Delcorf Estivale",
- "Estivale".[4]

## Historia
'Delcorf' es una variedad de manzana, originado en 1976/1956 por Georges Delbard de "Pepinieres Delbard" en Malicorne (Francia) cruzando Jonagrimes x Golden Delicious en un intento de mejorar el 'Golden Delicious'. Lanzado en 1974..
'Delcorf' se cultiva en la National Fruit Collection con el número de accesión: 1973-103 y Accession name: Delcorf.

## Características

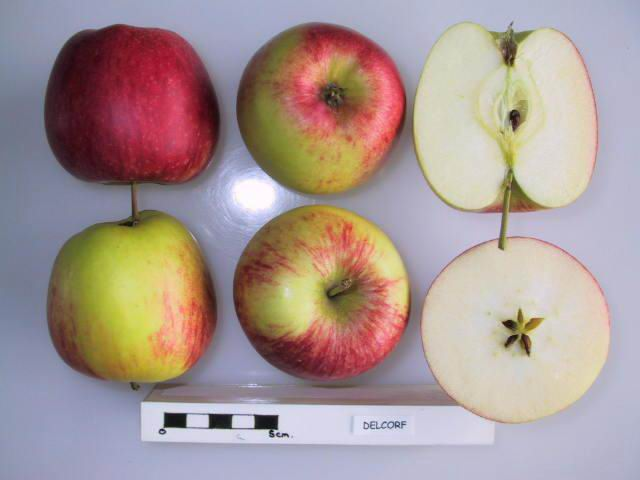
La manzana 'Delcorf' en secciones.

'Delcorf' es un árbol de expansión moderada y vigorosa, porte erecto; da fruto en espuelas; árbol vercero dando cosechas bianuales (contrañada); las ramas son algo frágiles y necesitan ser soportadas bajo una carga de frutos pesada; crece mejor en áreas que se calientan temprano en la primavera y están bien regadas durante el verano; la fruta caerá prematuramente si el árbol está sujeto a condiciones de sequía; tiene un tiempo de floración que comienza a partir del 6 de mayo con el 10% de floración, para el 10 de mayo tiene una floración completa (80%), y para el 18 de mayo tiene un 90% caída de pétalos.
'Delcorf' tiene una talla de fruto es mediana-grande; forma cónica redonda a redonda; epidermis suave y resistente, con color de fondo amarillo verdoso, con sobre color rojo en una cantidad media, con sobre patrón de color rayado, está marcada con un patrón denso de rayas rojas en la cara expuesta al sol, lenticelas grandes de color canela, y con "russeting" (pardeamiento áspero superficial que presentan algunas variedades) muy bajo; pedúnculo moderadamente largo y delgado, colocado en una cavidad profunda, estrecha y ligero "russeting"; carne de color crema y crujiente; sabor dulce con leve acidez y toques de fresa, anís y pera. La manzana se magulla fácilmente.
Su tiempo de recogida de cosecha se inicia a principios de septiembre. Aguanta 2 meses en conservación en frío.

## Usos
Uso como manzana de mesa fresca. No recomendado para huertos domésticos o huertos orgánicos.

## Ploidismo
Diploide. No produce polen fértil. Las variedades polinizadoras del Grupo C. Día 11.